# Amerikaanse presidentsverkiezingen 2020
De Amerikaanse presidentsverkiezingen van 2020 waren de 59e presidentsverkiezingen van de Verenigde Staten, die werden gehouden op dinsdag 3 november 2020. De door de kiezers verkozen kiesmannen in het Kiescollege brachten op 14 december 2020 per staat hun stem uit op hun nieuwe voorkeurs president en vicepresident van de Verenigde Staten. In dit verkiezingsjaar gingen deze zogenoemde "electoral votes" vergezeld van betwistende stemmen, "dueling votes", in 7 betwiste staten.
Voorafgaand aan de stembusgang vonden er voorverkiezingen plaats van februari tot augustus 2020. De Republikeinse zittende president Donald Trump stelde zich verkiesbaar voor een tweede ambtstermijn. De belangrijkste tegenkandidaat was Democraat Joe Biden. Tegelijkertijd met de presidentsverkiezingen vonden ook de congresverkiezingen (voor de Senaat en het Huis van Afgevaardigden) en gouverneursverkiezingen plaats.
De winnaar was niet direct duidelijk op de verkiezingsdag zelf, mede omdat veel kiezers vanwege de coronapandemie hun stem per post of voortijdig hadden uitgebracht en deze stemmen vaak nog na verkiezingsdag konden arriveren of geteld moesten worden. Nadat een groot aantal nieuwsmedia op 7 november de ruime voorsprong van Biden in de staat Pennsylvania voldoende achtten om de staat aan hem toe te wijzen, waarmee hij het noodzakelijke aantal kiesmannen bereikte, werd algemeen gesproken van een overwinning van Biden. Regeringsleiders feliciteerden hem daarop massaal. Biden riep eveneens op 7 november zichzelf tot winnaar uit. Trump weigerde zich bij die uitslag neer te leggen en kondigde aan de resultaten aan te vechten. Hij had al voor de verkiezingen twijfels geuit over de integriteit van de verkiezingen en weigerde een vreedzame machtsoverdracht toe te zeggen indien hij zou verliezen. Joe Biden haalde ruim 81 miljoen stemmen, Donald Trump ruim 74 miljoen.
Een belangrijk onderwerp bij deze verkiezingen was de uitbraak en beheersing van het coronavirus, dat op het moment van de stembusgang al meer dan 230.000 mensen het leven had gekost. Daarnaast stonden ook de economie en de economische terugval na de pandemie centraal, evenals de protesten na de dood van George Floyd en andere Afro-Amerikanen, het overlijden van opperrechter Ruth Bader Ginsburg en de benoeming van Amy Coney Barrett als opperrechter in het Hooggerechtshof van de Verenigde Staten kort voor de verkiezingen, de klimaatverandering met in het bijzonder het terugtrekken van de Verenigde Staten uit het Akkoord van Parijs en ten slotte de toekomst van de Patient Protection and Affordable Care Act, beter bekend als Obamacare, de ziekteverzekeringswet die president Trump wilde afschaffen en die voormalig vicepresident Biden wilde uitbreiden.
Tijdens de Republikeinse voorverkiezingen wisten president Trump en vicepresident Mike Pence de Republikeinse nominatie binnen te halen zonder noemenswaardige tegenstand. Voormalig vicepresident Joe Biden behaalde de Democratische nominatie en won in de Democratische voorverkiezingen van onder meer senator Bernie Sanders. De Democraten kenden een competitieve voorverkiezing met het grootste aantal presidentskandidaten voor een politieke partij in de moderne Amerikaanse politiek. Op 11 augustus 2020 kondigde Biden aan dat senator Kamala Harris zijn running mate zou zijn, waardoor zij de eerste Afro-Amerikaanse, de eerste Aziatisch-Amerikaanse en de derde vrouwelijke genomineerde vicepresident werd van een van de twee grote Amerikaanse partijen. Bij de overige partijen behaalde Jo Jorgensen de nominatie voor de Libertarische Partij met Spike Cohen als haar running mate en behaalde Howie Hawkins de nominatie van de Groene Partij met Angela Nicole Walker als zijn running mate.
Biden legde op 20 januari 2021 de eed af als 46e president van de Verenigde Staten, met Kamala Harris als eerste vrouwelijke vicepresident. Biden was met zijn leeftijd van 78 jaar ten tijde van zijn inauguratie de oudste Amerikaanse president in de geschiedenis. Hij was ook de eerste kandidaat in 28 jaar die een zittende president had verslagen sinds president Bill Clinton in 1992 de zittende Republikeinse president George H.W. Bush had verslagen. Was Trump herkozen, dan zou ook hij met zijn leeftijd van 74 jaar de oudste president uit de Amerikaanse geschiedenis zijn geweest.

## Procedure
In het tweeëntwintigste amendement op de Grondwet van de Verenigde Staten staat dat een persoon niet meer dan tweemaal tot president kan worden gekozen. Door dit amendemenment is het niet mogelijk dat de voormalige presidenten Bill Clinton, George W. Bush en Barack Obama opnieuw tot president worden gekozen.
De samenstelling van het Kiescollege is niet gewijzigd sinds de presidentsverkiezingen van 2016 en is daardoor nog gebaseerd op de bevolkingsaantallen van de volkstelling van 2010.
Tegelijk met de presidentsverkiezing wordt het gehele Huis van Afgevaardigden en een derde van de Senaat herkozen, alsook die van de meeste deelstaten.

## Genomineerde presidentskandidaten

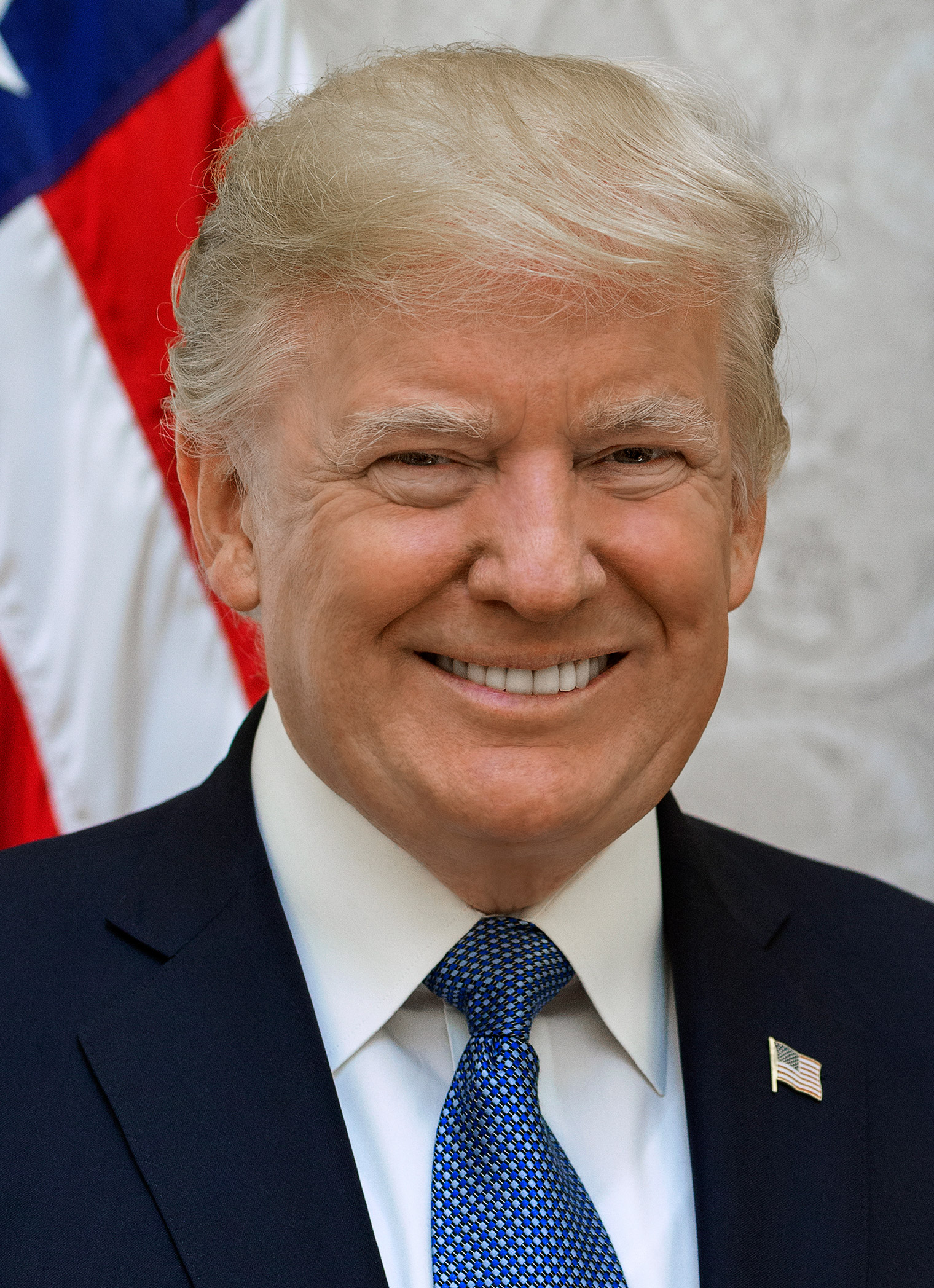
President Donald Trump uit Florida Republikeinse Partij
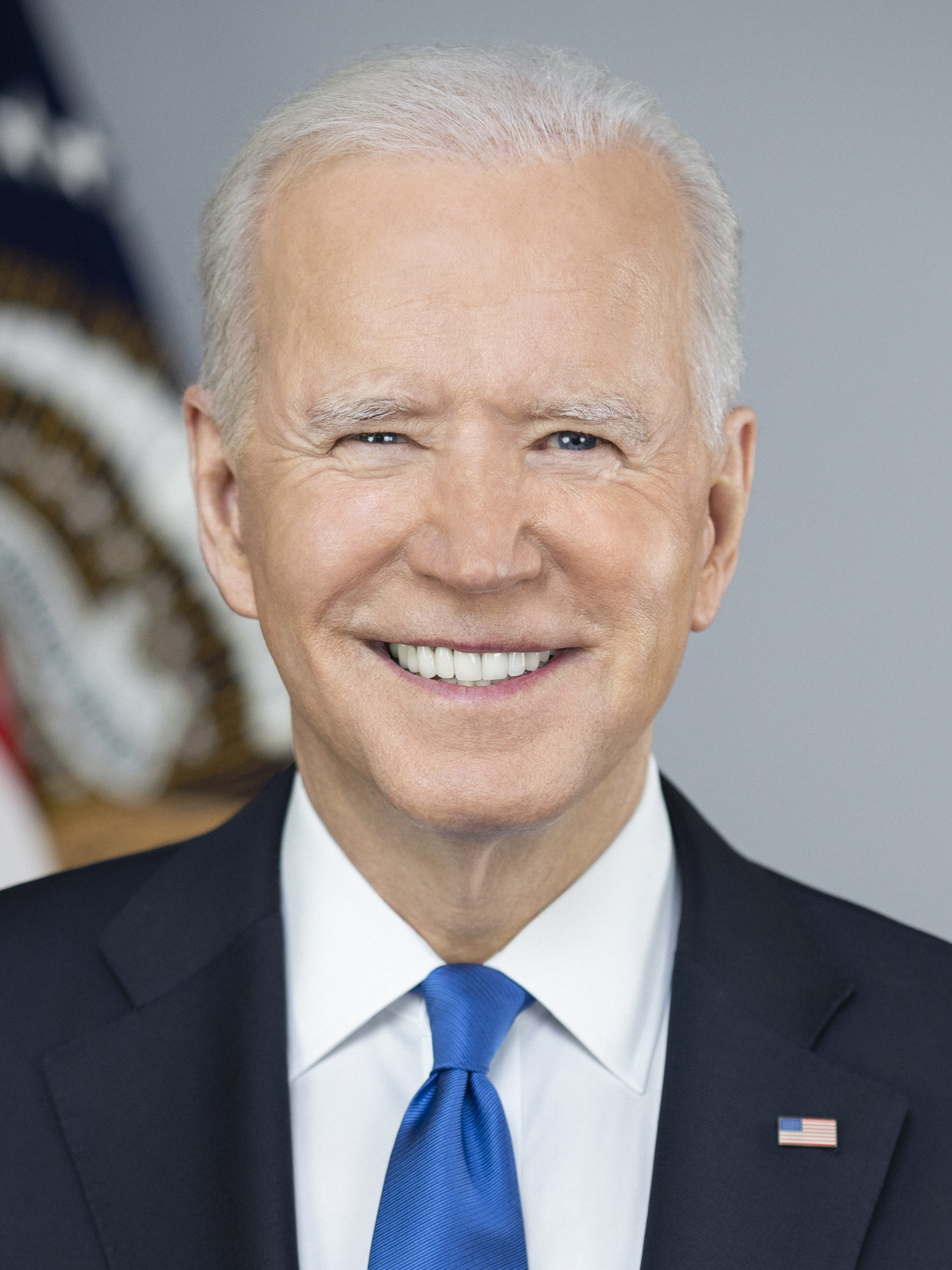
Voormalig vicepresident Joe Biden uit Delaware Democratische Partij
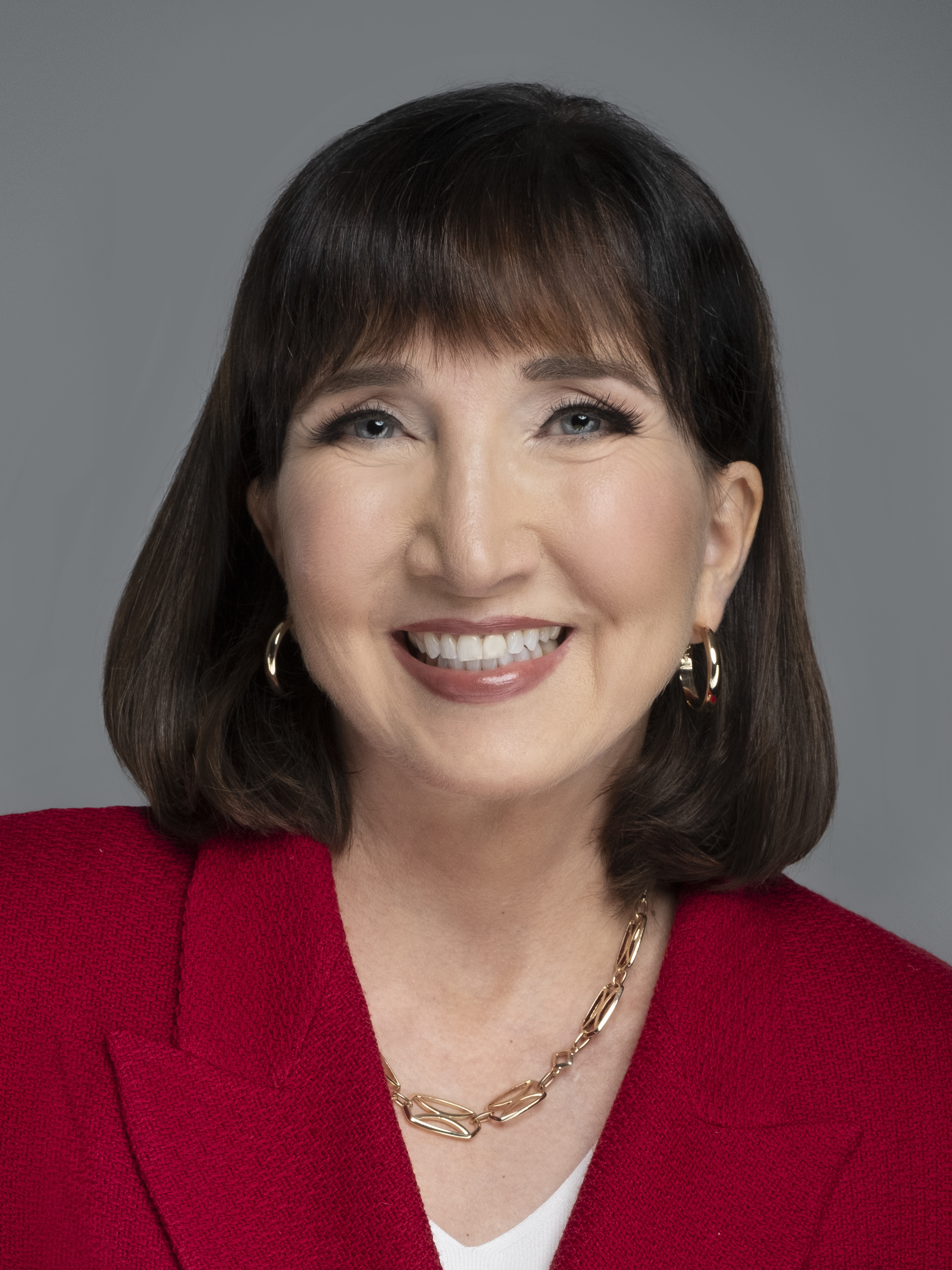
Jo Jorgensen uit South Carolina Libertarische Partij
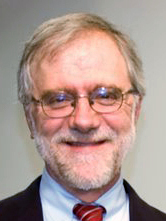
Howie Hawkins uit Californië Green Party

- Voormalig 
 vicepresident 
 Joe Biden 
 uit Delaware 
 Democratische Partij
- Jo Jorgensen
uit South Carolina
Libertarische Partij
- Howie Hawkins
uit Californië
Green Party

### Genomineerde vicepresidentskandidaten

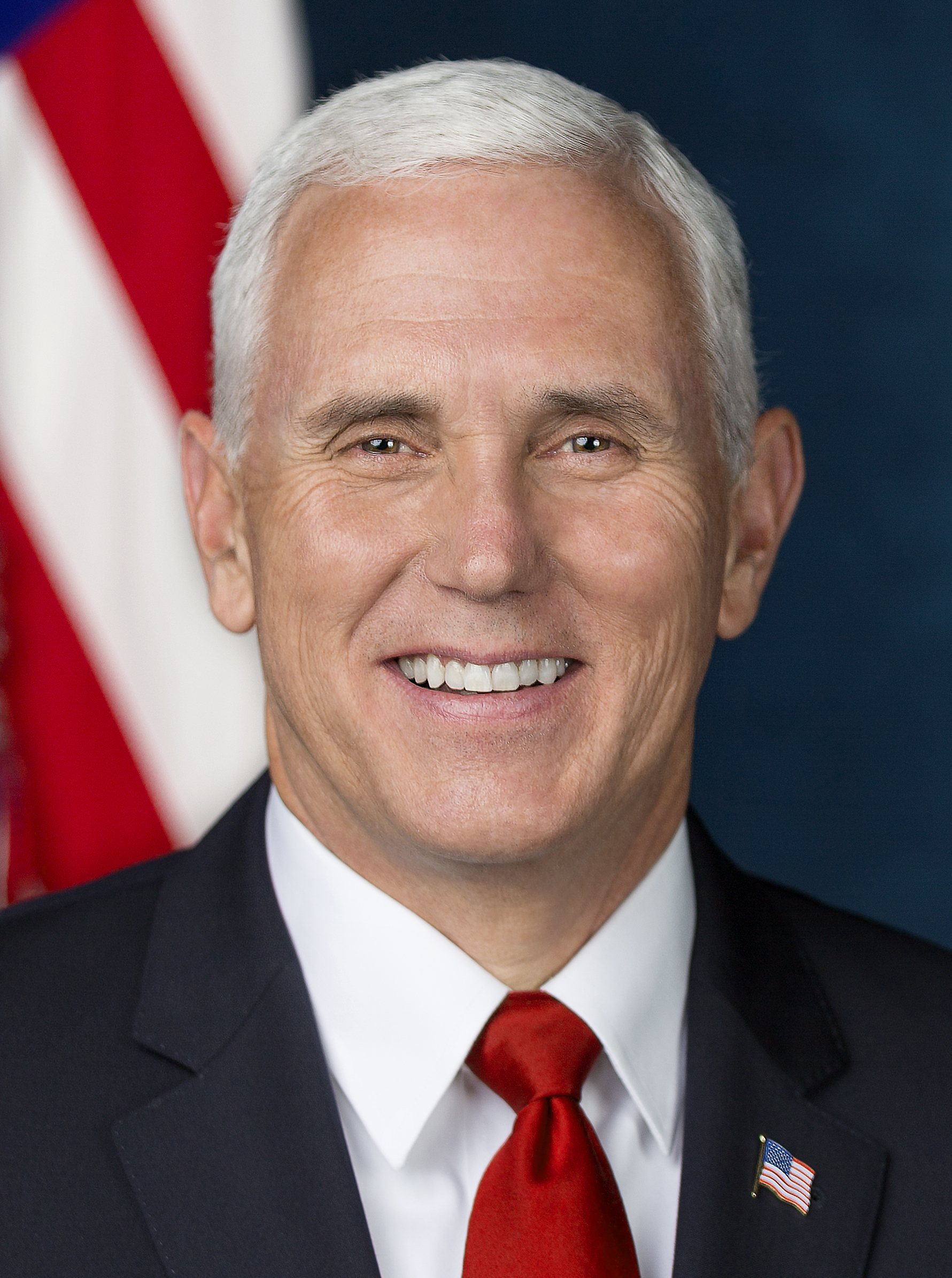
Vicepresident Mike Pence uit Indiana Republikeinse Partij
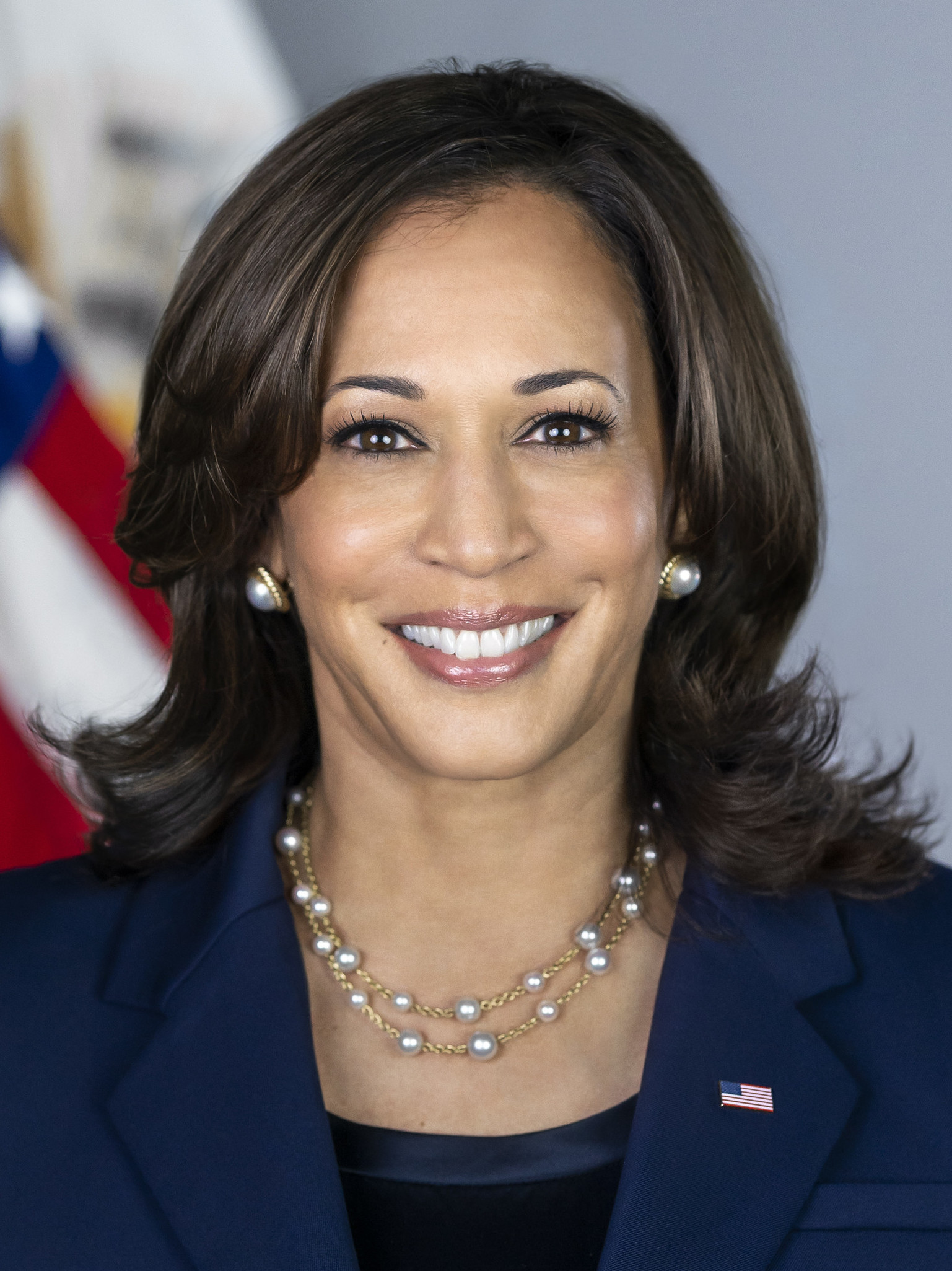
Senator Kamala Harris uit Californië Democratische Partij
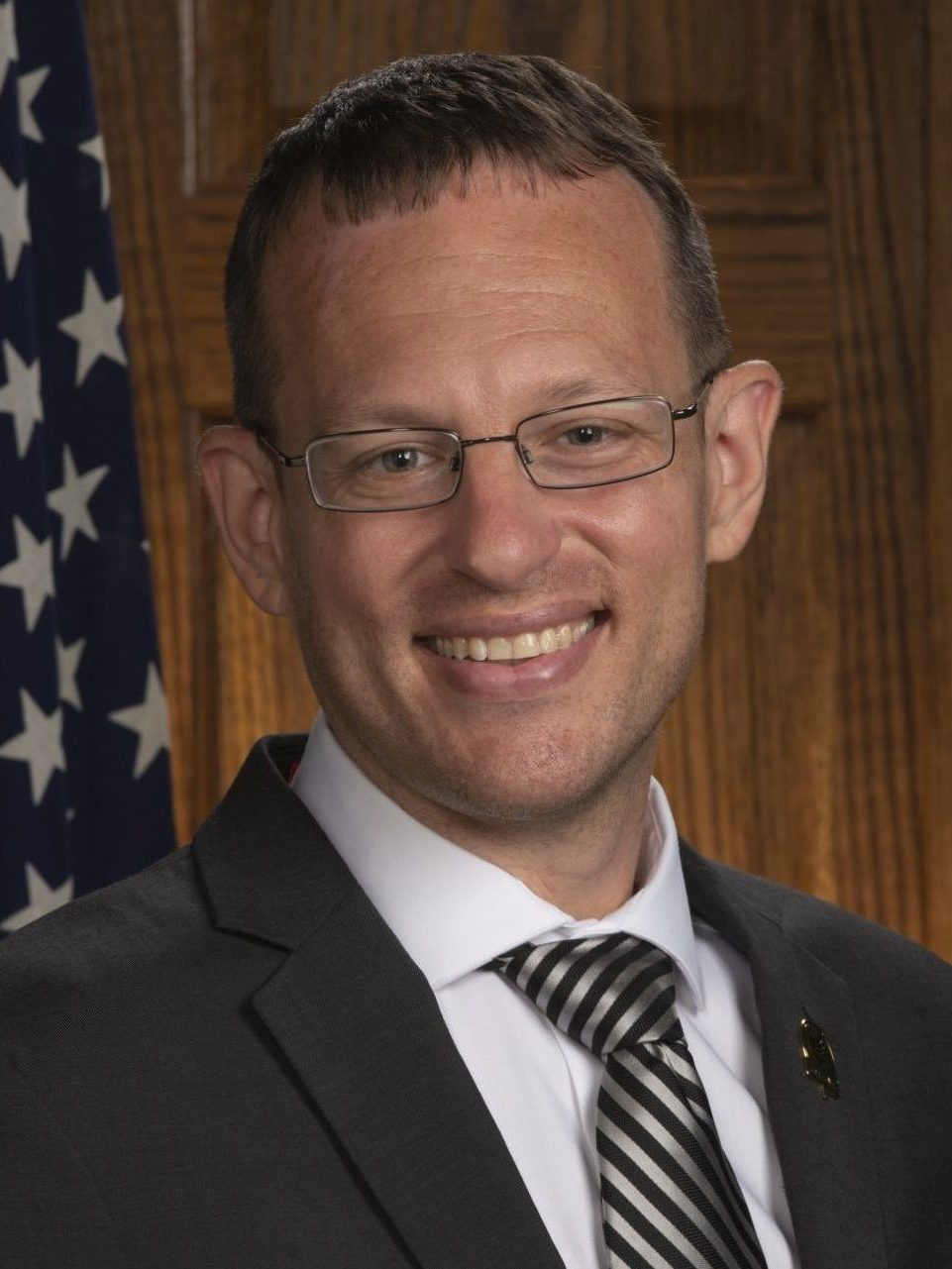
Spike Cohen uit Maryland Libertarische Partij
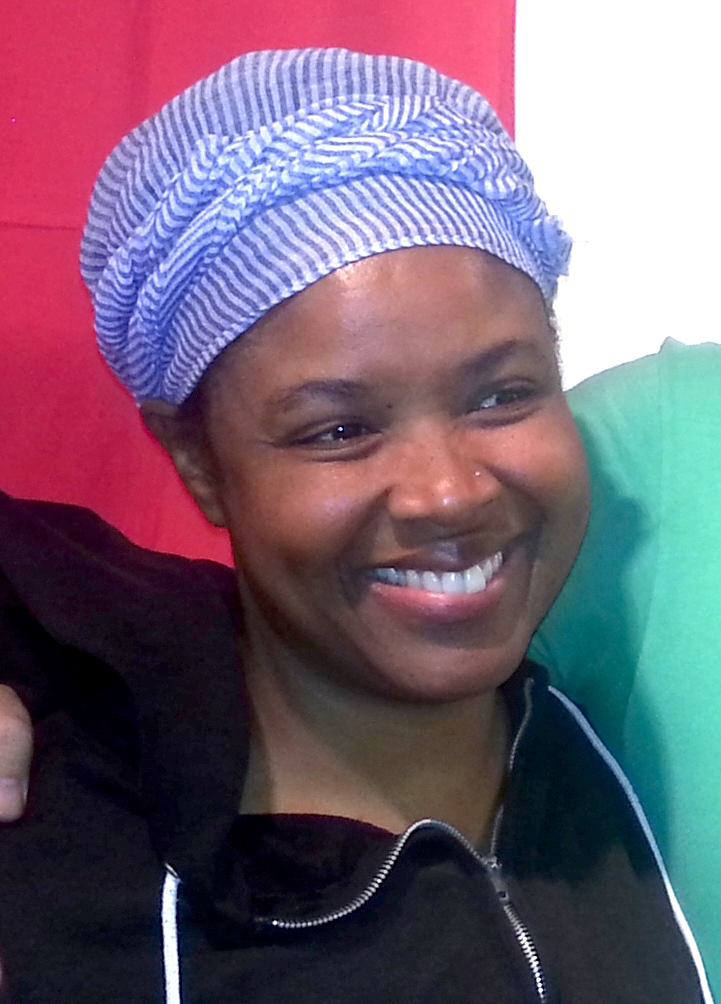
Angela Walker uit Wisconsin Green Party

## Voorverkiezingen

### Democratische voorverkiezingen

#### Procedure
De procedures voor de voorverkiezingen bij de Democraten waren sinds de vorige verkiezingen gewijzigd. In augustus 2018 besloot het Democratisch Nationaal Comité supergedelegeerden te verbieden om te stemmen bij de eerste stemming van het nominatieproces, te beginnen met de verkiezing van 2020. Dit betekent dat een kandidaat een meerderheid van de stemmen van de verkozen afgevaardigden (pledged delegates) in de diverse voorverkiezingen zou moeten verzamelen om de nominatie van de partij te winnen. De laatste keer dat dit niet gebeurde, was op de Democratische Nationale Conventie van 1952, waarin uiteindelijk Adlai Stevenson II tot kanidaat werd benoemd. Dit zou onder de nieuwe regels niet meer mogelijk zijn geweest. 

#### Kalender
Vanwege de coronacrisis in de Verenigde Staten diende een deel van de voorverkiezingen te worden uitgesteld. Hieronder een overzicht van de kalender, rekening houdend met dit uitstel.

februari
3 maart (Super Tuesday)
10 maart
14-17 maart
7-17 april
28 april
mei
juni
juli-augustus

| Datum       | Staat/gebied                 | Aantal verkozen afgevaardigen |
| ----------- | ---------------------------- | ----------------------------- |
| 3 februari  | Iowa                         | 41                            |
| 11 februari | New Hampshire                | 24                            |
| 22 februari | Nevada                       | 36                            |
| 29 februari | South Carolina               | 54                            |
| 3 maart     | Alabama                      | 52                            |
| 3 maart     | Amerikaans-Samoa             | 6                             |
| 3 maart     | Arkansas                     | 31                            |
| 3 maart     | Californië                   | 415                           |
| 3 maart     | Colorado                     | 67                            |
| 3 maart     | Maine                        | 24                            |
| 3 maart     | Massachusetts                | 91                            |
| 3 maart     | Minnesota                    | 75                            |
| 3 maart     | North Carolina               | 110                           |
| 3 maart     | Oklahoma                     | 37                            |
| 3 maart     | Tennessee                    | 64                            |
| 3 maart     | Texas                        | 228                           |
| 3 maart     | Utah                         | 29                            |
| 3 maart     | Vermont                      | 16                            |
| 3 maart     | Virginia                     | 99                            |
| 10 maart    | Democraten in het buitenland | 13                            |
| 10 maart    | Idaho                        | 20                            |
| 10 maart    | Michigan                     | 125                           |
| 10 maart    | Mississippi                  | 36                            |
| 10 maart    | Missouri                     | 68                            |
| 10 maart    | North Dakota                 | 14                            |
| 10 maart    | Washington                   | 89                            |
| 14 maart    | Noordelijke Marianen         | 6                             |
| 17 maart    | Arizona                      | 67                            |
| 17 maart    | Florida                      | 219                           |
| 17 maart    | Illinois                     | 155                           |
| 7 april     | Wisconsin                    | 84                            |
| 10 april    | Alaska                       | 15                            |
| 17 april    | Wyoming                      | 14                            |
| 28 april    | Ohio                         | 136                           |
| 2 mei       | Kansas                       | 39                            |
| 12 mei      | Nebraska                     | 29                            |
| 19 mei      | Oregon                       | 61                            |
| 22 mei      | Hawaï                        | 24                            |
| 2 juni      | Washington D.C.              | 20                            |
| 2 juni      | Indiana                      | 82                            |
| 2 juni      | Maryland                     | 96                            |
| 2 juni      | Montana                      | 19                            |
| 2 juni      | New Mexico                   | 34                            |
| 2 juni      | Pennsylvania                 | 186                           |
| 2 juni      | Rhode Island                 | 26                            |
| 2 juni      | South Dakota                 | 16                            |
| 6 juni      | Amerikaanse Maagdeneilanden  | 7                             |
| 6 juni      | Guam                         | 7                             |
| 9 juni      | Georgia                      | 105                           |
| 9 juni      | West Virginia                | 28                            |
| 23 juni     | Kentucky                     | 54                            |
| 23 juni     | New York                     | 274                           |
| 7 juli      | Delaware                     | 21                            |
| 7 juli      | New Jersey                   | 126                           |
| 11 juli     | Louisiana                    | 54                            |
| 12 juli     | Puerto Rico                  | 51                            |
| 11 augustus | Connecticut                  | 60                            |

#### Kandidaat
| Naam             | Huidige of voormalige functie                                                                   | Staat    | Aangekondigd  |
| ---------------- | ----------------------------------------------------------------------------------------------- | -------- | ------------- |
| Joe Biden (1942) | Lid van de Senaat namens Delaware (1973–2009) Vicepresident van de Verenigde Staten (2009–2017) | Delaware | 25 april 2019 |

#### Teruggetrokken kandidaten
| Naam                       | Huidige of voormalige functie | Staat         | Aangekondigd     | Teruggetrokken                                        |
| -------------------------- | --- | ------------- | ---------------- | ----------------------------------------------------- |
| Richard Ojeda (1970)       | Lid van de senaat van West Virginia (2016–2019) Kandidaat Senaatsverkiezing 2020                                                                              | West Virginia | 12 november 2018 | 25 januari 2019                                       |
| Eric Swalwell (1980)       | Lid van het Huis van Afgevaardigden namens Californië (2013–heden)                                                                                            | Californië    | 8 april 2019     | 8 juli 2019                                           |
| Mike Gravel (1930-2021)    | Lid van de Senaat namens Alaska (1969–1981) | Alaska        | 8 april 2019     | 6 augustus 2019 (Steunbetuiging aan Bernie Sanders)   |
| John Hickenlooper (1952)   | Burgemeester van Denver (2003–2011) Gouverneur van Colorado (2011–2019) Kandidaat Senaatsverkiezing 2020                                                      | Colorado      | 4 maart 2019     | 15 augustus 2019                                      |
| Jay Inslee (1951)          | Gouverneur van Washington (2013–heden) Lid van het Huis van Afgevaardigden namens Washington (1993–1995), (1999–2012)                                         | Washington    | 1 maart 2019     | 21 augustus 2019                                      |
| Seth Moulton (1978)        | Lid van het Huis van Afgevaardigden namens Massachusetts (2015–heden)                                                                                         | Massachusetts | 22 april 2019    | 23 augustus 2019 (Steunbetuiging aan Joe Biden)       |
| Kirsten Gillibrand (1966)  | Lid van het Huis van Afgevaardigden namens New York (2007–2009) Lid van de Senaat namens New York (2009–heden)                                                | New York      | 17 maart 2019    | 28 augustus 2019 (Steunbetuiging aan Joe Biden)       |
| Bill de Blasio (1961)      | Burgemeester van New York (2014–heden) | New York      | 16 mei 2019      | 20 september 2019 (Steunbetuiging aan Bernie Sanders) |
| Tim Ryan (1973)            | Lid van het Huis van Afgevaardigden namens Ohio (2003–heden)                                                                                                  | Ohio          | 4 april 2019     | 24 oktober 2019 (Steunbetuiging aan Joe Biden)        |
| Beto O'Rourke (1972)       | Lid van het Huis van Afgevaardigden namens Texas (2013–2019)                                                                                                  | Texas         | 14 maart 2019    | 1 november 2019 (Steunbetuiging aan Joe Biden)        |
| Wayne Messam (1974)        | Burgemeester van Miramar, Florida (2015–heden) | Florida       | 28 maart 2019    | 20 november 2019                                      |
| Joe Sestak (1951)          | Lid van het Huis van Afgevaardigden namens Pennsylvania (2007–2011)                                                                                           | Pennsylvania  | 22 juni 2019     | 1 december 2019                                       |
| Steve Bullock (1966)       | Gouverneur van Montana (2013–heden) | Montana       | 14 mei 2019      | 2 december 2019                                       |
| Kamala Harris (1964)       | Procureur-generaal van Californië (2011–2017) Lid van de Senaat namens Californië (2017–heden)                                                                | Californië    | 21 januari 2019  | 3 december 2019 (Steunbetuiging aan Joe Biden)        |
| Julián Castro (1974)       | Burgemeester van San Antonio, Texas (2009–2014) Minister van Volkshuisvesting en Stedelijke Ontwikkeling (2014–2017)                                          | Texas         | 12 januari 2019  | 2 januari 2020 (Steunbetuiging aan Elizabeth Warren)  |
| Marianne Williamson (1952) | Spiritueel leraar, auteur, ondernemer en activist | Californië    | 28 januari 2019  | 10 januari 2020 (Steunbetuiging aan Bernie Sanders)   |
| Cory Booker (1969)         | Burgemeester van Newark, New Jersey (2009–2013) Lid van de Senaat namens New Jersey (2013–heden)                                                              | New Jersey    | 1 februari 2019  | 13 januari 2020 (Steunbetuiging aan Joe Biden)        |
| John Delaney (1963)        | Lid van het Huis van Afgevaardigden namens Maryland (2013–2019)                                                                                               | Maryland      | 28 juli 2017     | 31 januari 2020 (Steunbetuiging aan Joe Biden)        |
| Michael Bennet (1964)      | Lid van de Senaat namens Colorado (2009–heden) | Colorado      | 2 mei 2019       | 12 februari 2020 (Steunbetuiging aan Joe Biden)       |
| Andrew Yang (1975)         | Ondernemer, filantroop en auteur | New York      | 6 november 2017  | 12 februari 2020 (Steunbetuiging aan Joe Biden)       |
| Deval Patrick (1956)       | Gouverneur van Massachusetts (2007–2015) | Massachusetts | 14 november 2019 | 12 februari 2020 (Steunbetuiging aan Joe Biden)       |
| Tom Steyer (1957)          | Hedgefondsbeheerder en filantroop | Californië    | 9 juli 2019      | 1 maart 2020 (Steunbetuiging aan Joe Biden)           |
| Pete Buttigieg (1982)      | Burgemeester van South Bend (2012–2020) | Indiana       | 14 april 2019    | 1 maart 2020 (Steunbetuiging aan Joe Biden)           |
| Amy Klobuchar (1960)       | Lid van de Senaat namens Minnesota (2007–heden) | Minnesota     | 10 februari 2019 | 2 maart 2020 (Steunbetuiging aan Joe Biden)           |
| Michael Bloomberg (1942)   | Burgemeester van New York (2002–2013) bestuursvoorzitter van Bloomberg L.P. (1981–2001, 2014–heden)                                                           | New York      | 24 november 2019 | 4 maart 2020 (Steunbetuiging aan Joe Biden)           |
| Elizabeth Warren (1949)    | Lid van de Senaat namens Massachusetts (2013–heden) | Massachusetts | 9 februari 2019  | 5 maart 2020 (Steunbetuiging aan Joe Biden)           |
| Tulsi Gabbard (1981)       | Lid van het Huis van Afgevaardigden namens Hawaï (2013–heden)                                                                                                 | Hawaï         | 11 januari 2019  | 19 maart 2020 (Steunbetuiging aan Joe Biden)          |
| Bernie Sanders (1941)      | Burgemeester van Burlington, Vermont (1981–1989) Lid van het Huis van Afgevaardigden namens Vermont (1991–2007) Lid van de Senaat namens Vermont (2007–heden) | Vermont       | 19 februari 2019 | 8 april 2020 (Steunbetuiging aan Joe Biden)           |

#### Debatten
Door het grote aantal kandidaten werden de eerste twee debatten over twee avonden gespreid. Van juni 2019 tot januari 2020 werd er, met uitzondering van augustus, iedere maand een debat gehouden. In februari 2020 werden er drie debatten gehouden en op 15 maart werd het laatste debat gehouden, tussen Biden en Sanders.

### Republikeinse voorverkiezingen
Zittend president Donald Trump stelde zich kort na zijn benoeming al kandidaat voor een tweede termijn. Hij registreerde zich hiervoor bij de Federale Verkiezingscommissie op 20 januari 2017, de dag van zijn inauguratie. Uiteindelijk waren er drie Republikeinse uitdagers, die allemaal op een gegeven moment in de campagne uit de race stapten.

#### Kandidaat
| Naam                | Huidige of voormalige functie                                                                           | Staat   | Aangekondigd     |
| ------------------- | --- | ------- | ---------------- |
| Donald Trump (1946) | President van de Verenigde Staten (2017–2021) Bestuursvoorzitter van The Trump Organization (1971–2017) | Florida | 17 februari 2017 |

#### Teruggetrokken kandidaten
| Naam                | Huidige of voormalige functie                                                                                              | Staat          | Aangekondigd     | Teruggetrokken   |
| ------------------- | --- | -------------- | ---------------- | ---------------- |
| Mark Sanford (1960) | Gouverneur van South Carolina (2003–2011) Lid van het Huis van Afgevaardigden namens South Carolina (1995–2001, 2013–2019) | South Carolina | 8 september 2019 | 12 november 2019 |
| Joe Walsh (1961)    | Lid van het Huis van Afgevaardigden namens Illinois (2011–2013)                                                            | Illinois       | 25 augustus 2019 | 7 februari 2020  |
| Bill Weld (1945)    | Gouverneur van Massachusetts (1991–1997) Libertarische genomineerde kandidaat voor vicepresident (2016)                    | Massachusetts  | 16 april 2019    | 13 maart 2020    |

### Libertarische voorverkiezingen
Ook de Libertarische Partij heeft een kandidaat bij de verkiezingen: Jo Jorgensen, een docent psychologie op de Clemson University in South Carolina. Op 23 mei 2020 werd ze officieel gekozen op de conventie van de partij. Haar running mate is zakenman Spike Cohen.

#### Kandidaat
| Naam                | Huidige of voormalige functie | Staat          | Aangekondigd    |
| ------------------- | ----------------------------- | -------------- | --------------- |
| Jo Jorgensen (1957) | Docent psychologie            | South Carolina | 2 november 2019 |

### Voorverkiezingen Groene Partij
De kandidaat van de Groene Partij is Howie Hawkins. Hij begon zijn kandidaatschap voor te bereiden in april 2019 en op 28 mei 2019 deed hij officieel mee om het kandidaatschap voor zijn partij te winnen. Op 5 mei 2020 koos hij officieel zijn vicekandidaat Angela Walker en op 11 juli werd hij officieel de kandidaat voor zijn partij voor de presidentsverkiezingen.

#### Kandidaat
| Naam                 | Huidige of voormalige functie | Staat    | Aangekondigd |
| -------------------- | ----------------------------- | -------- | ------------ |
| Howie Hawkins (1952) | Vakbondleider Milieu-activist | New York | 28 mei 2019  |

## Algemene verkiezing en campagne

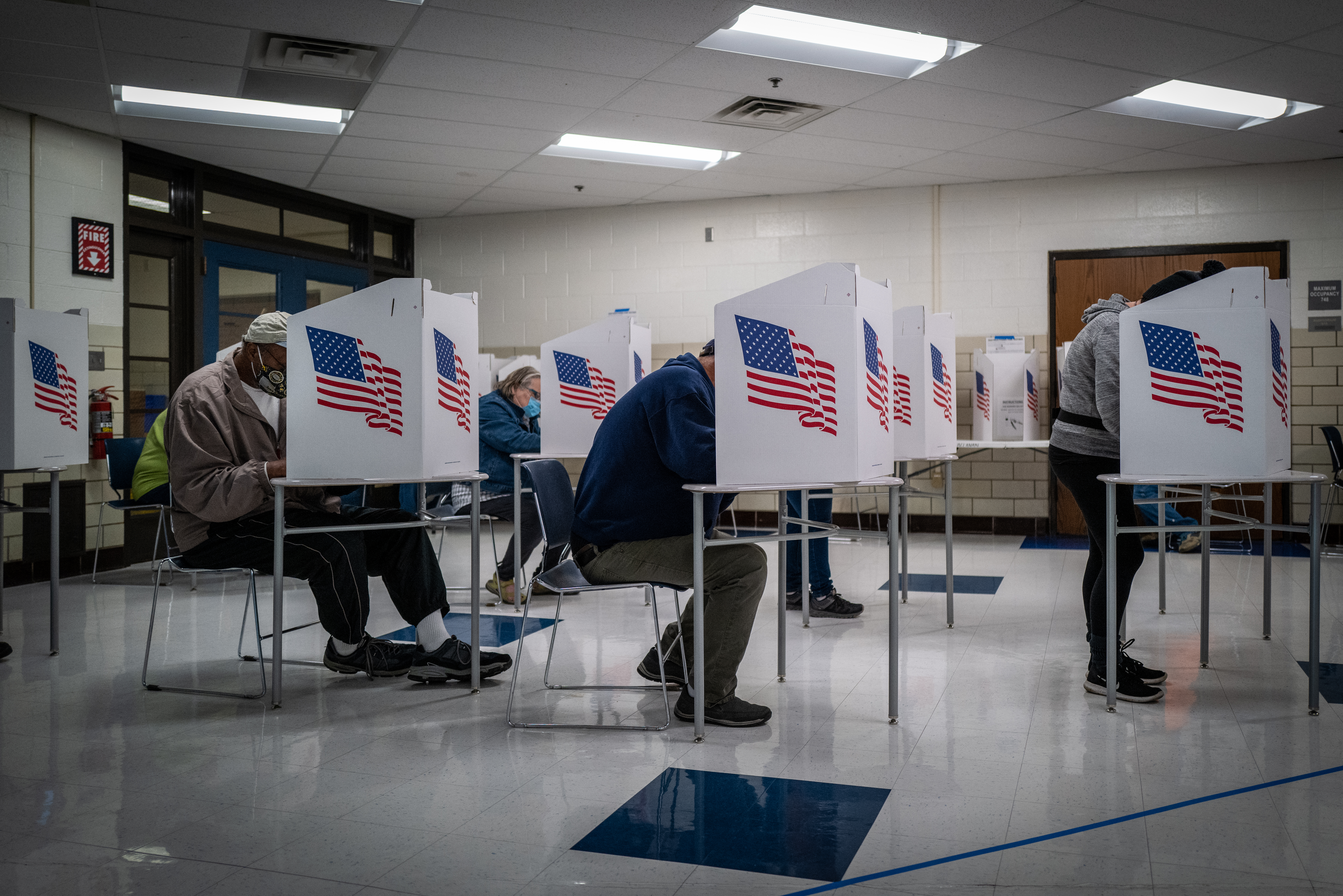
Kiezers in Des Moines (Iowa)

De verkiezingen vonden plaats op dinsdag 3 november. Een record aantal mensen brachten hun stem vooraf uit, in de loop van september en oktober (voornamelijk per post maar ook in reeds geopende stembureaus). De voornaamste reden daarvoor was het coronavirus, waardoor vooral Democratische stemgerechtigden de drukte op de verkiezingsdag wilden vermijden. Vóór verkiezingsdag hadden in Texas en Hawaii al meer mensen gestemd dan de volledige opkomst in 2016. Enkele andere staten zaten al rond de 80%-90% ten opzichte van 2016. President Trump heeft meermaals kritiek geuit op de methode van stemmen per post, bewerend dat dit zeer fraudegevoelig is. De regels omtrent verkiezingen verschillen van staat tot staat (in Colorado en Oregon verlopen deze bijvoorbeeld reeds grotendeels per post).
Op 18 september 2020 overleed de progressieve opperrechter Ruth Bader Ginsburg. Enkele dagen later nomineerde president Trump reeds een opvolger, rechter Amy Coney Barrett. Zoals elke kandidaat dient zij door de Senaat goedgekeurd te worden. Republikeins Senaatsleider Mitch McConnell stelde meteen dat hij haar zo snel mogelijk ter stemming zou brengen, waarmee hij volledig ingaat tegen zijn standpunt in 2016, toen hij weigerde Merrick Garland ter stemming te brengen. President Obama had toen Garland genomineerd nadat conservatief opperrechter Antonin Scalia in februari 2016 overleed, negen maanden vóór de Amerikaanse presidentsverkiezingen 2016. Barrett werd op 27 oktober benoemd tot rechter, wat de ideologische verdeling binnen het Hooggerechtshof significant naar rechts doet opschuiven. Bij Democraten bestond de achteraf onterechte vrees dat de conservatieve meerderheid in het Hof bij verkiezingsgeschillen een oordeel zou vellen in het voordeel van Trump, vergelijkbaar met Bush v. Gore.
De peilingen gaven Joe Biden een ruime voorsprong, zeker sinds begin oktober. De meest beslissende swing states waren Pennsylvania, Wisconsin, Michigan en Florida. Trump won in deze staten in 2016, maar de peilingen waren nu gunstig voor Biden, hoewel Bidens voorsprong in Florida niet groot was. Van deze vier swing states won Trump Florida en Biden won de andere drie. Georgia, waar het 28 jaar geleden was dat een Democraat won, en Texas, waren twee grote traditioneel Republikeinse staten waar de peilingen dit jaar beide kandidaten vrijwel evenveel kans gaven, met een lichte voorsprong van Trump in Texas, een staat die hij opnieuw heeft gewonnen.

## Resultaten
In 2020 werden in totaal 158.429.631 geldige stemmen uitgebracht; dit is een toename van bijna 22 miljoen t.o.v. 2016 (+16%) en een absoluut record. De stijging deed zich voor in alle 50 staten gaande van 5,1% in North Dakota tot 33,9% in Hawaii. In tegenstelling tot 2016 wint nu wel de kandidaat die het hoogste aantal stemmen haalt en deze keer ook met een absolute meerderheid der stemmen (51,31%). 
Ondanks zijn nederlaag behaalt Donald Trump t.o.v. 2016 niet alleen meer stemmen in absolute cijfers (+17,8%) maar ook een licht hoger stemaandeel (46,85% t.o.v. 46,1%), hij wint m.a.w. nog iets aan populariteit. Winnend kandidaat Biden wint in absolute cijfers echter nog meer stemmem (+23,4%) t.o.v. het resultaat van Hillary Clinton in 2016. Hij haalt dus het meeste voordeel uit de toename van het totaal aantal uitgebrachte stemmen maar profiteert ook het van stemmenverlies van de andere kandidaten (vooral van de Libertarische Partij en de Groene Partij) die in 2016 samen nog goed waren voor bijna 7 miljoen stemmen (5,09%) en in 2020 slechts voor 2,9 miljoen (1,84%), wat resulteert in een stijging van het stemaandeel van 48,2% in 2016 (Clinton) naar 51,3% voor Biden.
Het grootste verschil tussen Biden met 92,15% en Trump met 5,40% van de stemmen werd genoteerd in Washington DC, het kleinste in Georgia met resp. 49,47% voor Biden en 49,24% voor Trump. Dit laatste resultaat zal Trump ertoe aanzetten de ambtenaar verantwoordelijk voor de tellingen persoonlijk telefonisch onder druk te zetten om 11.780 stemmen "te vinden" om zijn verlies om te zetten in winst, een telefoontje dat mede zou leiden tot de strafzaak voor poging tot verkiezingsfraude door de staat Georgia tegen Trump en een aantal van zijn medewerkers in augustus 2023.

### Uitgebrachte stemmen en behaald aantal kiesmannen
| Naam          | Partij               | Running mate  | Thuisstaat     | Kiesmannen | Gewonnen staten | Aantal stemmen | Percentage |
| ------------- | -------------------- | ------------- | -------------- | ---------- | --------------- | -------------- | ---------- |
| Joe Biden     | Democratische Partij | Kamala Harris | Delaware       | 306        | 25 + DC         | 81 268 924     | 51,31%     |
| Donald Trump  | Republikeinse Partij | Mike Pence    | Florida        | 232        | 25              | 74 216 154     | 46,86%     |
| Jo Jorgensen  | Libertarische Partij | Spike Cohen   | South Carolina | 0          | 0               | 1 865 724      | 1,18%      |
| Howie Hawkins | Groene Partij        | Cheri Honkala | New York       | 0          | 0               | 405 035        | 0,26%      |
| Overige       | -                    | -             | -              | 0          | 0               | 628 166        | 0,40%      |
| Totaal        | Totaal               | Totaal        | Totaal         | 538        | 50 + DC         | 158 383 403    | 100,0%     |

### Kiesmannen per kandidaat per staat
Op een kandidaat dienen 270 van de 538 kiesmannen te stemmen om verkozen te geraken door het kiescollege. Het aantal van 538 kiesmannen is gelijk aan het totaal aantal Congresleden (100 voor de Senaat en 438 voor het Huis van Afgevaardigden). Net als voor de Senaat telt het kiescollege twee leden per staat, de 438 andere kiesmannen worden proportioneel toegekend volgens het aantal inwoners per staat echter met een minimum van 1 en een maximum van 53. Door deze samenstelling wegen staten met een klein aantal inwoners zwaarder door dan louter op basis van het aantal inwoners het geval zou zijn en het omgekeerde geldt voor dichtbevolkte staten. De uitersten zijn resp. Wyoming dat op basis van zijn bevolking slechts 1 kiesman zou hebben i.p.v. 3 (2+1) en California dat 64 kiesmannen zou krijgen i.p.v. 55 (2+53). 
De volgende tabel geeft per staat:
- het aantal inwoners
- het % uitgebrachte stemmen t.o.v. het aantal inwoners
- het stemmenaandeel voor Biden en Trump
- het aantal kiesmannen geassocieerd aan resp. Biden of Trump

Staten die in 2020 een andere meerderheid hadden dan in 2016, zogenaamde swingstates, zijn aangeduid met (S) achter hun naam. 
Omdat er geen faithless electors waren is dit tevens de uitslag van de verkiezingen door het kiescollege. Een officiële bevestiging door het Congres vond plaats in de nacht van 6 op 7 januari 2021, nadat de zitting voor enkele uren was geschorst door toedracht van de bestorming van het Capitool door aanhangers van Trump. Een groep Republikeinse Congresleden wilde de verkiezingsresultaten van een vijftal staten dan aanvechten. Volgens Amerikaanse media was dat vooral een symbolische stap en was de kans heel klein dat Trump alsnog won. De ingediende bezwaren werden op de dag van de bestorming van het Capitool verworpen, en de eerdere uitslag werd bevestigd. Merkwaardig was dat het verzet van de Republikeinen zich uiteindelijk nog maar toespitste op twee staten, Georgia en Pennsylvania. Als die bezwaren waren toegekend, had Biden alsnog gewonnen met 270 tegen 268 kiesmannen.
| Staat                | Inwoners census 2020 | Stem%/ Inwoners | Biden Stem% | Trump Stem% | Biden Kiesmannen | Trump Kiesmannen |
| -------------------- | -------------------- | --------------- | ----------- | ----------- | ---------------- | ---------------- |
| Alabama              | 5.024.296            | 46,24%          | 36,57 %     | 62,03%      | –                | 9                |
| Alaska               | 733.391              | 49,02%          | 42,77%      | 52,83%      | -                | 3                |
| Arizona (S)          | 7.151.502            | 47,37%          | 49,36%      | 49,06%      | 11               | –                |
| Arkansas             | 3.011.524            | 40,48%          | 34,78%      | 62,40%      | –                | 6                |
| Californië           | 39.538.223           | 44,26%          | 63,48%      | 34,32%      | 55               | –                |
| Colorado             | 5.773.714            | 56,41%          | 55,40%      | 41,90%      | 9                | –                |
| Connecticut          | 3.605.944            | 50,58%          | 59,26%      | 39,19%      | 7                | –                |
| Delaware             | 989.948              | 50,95%          | 58,74%      | 39,77%      | 3                | –                |
| District of Columbia | 689.545              | 49,94%          | 92,15%      | 5,40%       | 3                | –                |
| Florida              | 21.538.187           | 51,39%          | 47,86%      | 51,22%      | –                | 29               |
| Georgia (S)          | 10.711.908           | 46,68%          | 49,47%      | 49,24%      | 16               | -                |
| Hawaï                | 1.455.271            | 39,48%          | 63,73%      | 34,27%      | 4                | –                |
| Idaho                | 1.839.106            | 47,20%          | 33,07%      | 63,84%      | –                | 4                |
| Illinois             | 12.812.508           | 47,09%          | 57,54%      | 40,55%      | 20               | –                |
| Indiana              | 6.785.528            | 44,70%          | 40,96%      | 57,02%      | –                | 11               |
| Iowa                 | 3.190.369            | 53,00%          | 44,89%      | 53,09%      | –                | 6                |
| Kansas               | 2.937.880            | 46,71%          | 41,56%      | 56,21%      | –                | 6                |
| Kentucky             | 4.505.836            | 47,42%          | 36,15%      | 62,09%      | –                | 8                |
| Louisiana            | 4.657.757            | 46,12%          | 39,85%      | 58,46%      | –                | 8                |
| Maine*               | 1.362.359            | 60,15%          | 53,09%      | 44,02%      | 3                | 1                |
| Maryland             | 6.177.224            | 49,16%          | 65,36%      | 32,15%      | 10               | –                |
| Massachusetts        | 7.029.917            | 51,66%          | 65,60%      | 32,14%      | 11               | –                |
| Michigan (S)         | 10.077.331           | 54,97%          | 50,62%      | 47,84%      | 16               | –                |
| Minnesota            | 5.706.494            | 57,43%          | 52,40%      | 45,28%      | 10               | –                |
| Mississippi          | 2.961.279            | 44,36%          | 41,06%      | 57,60%      | –                | 6                |
| Missouri             | 6.154.913            | 49,16%          | 41,41%      | 56,80%      | –                | 10               |
| Montana              | 1.084.225            | 55,68%          | 40,55%      | 56,92%      | –                | 3                |
| Nebraska*            | 1.961.504            | 48,76%          | 39,17%      | 58,22%      | 1                | 4                |
| Nevada               | 3.104.614            | 45,27%          | 50,06%      | 47,67%      | 6                | –                |
| New Hampshire        | 1.377.529            | 58,53%          | 52,71%      | 45,36%      | 4                | –                |
| New Jersey           | 9.288.994            | 48,98%          | 57,33%      | 41,40%      | 14               | –                |
| New Mexico           | 2.117.522            | 43,63%          | 54,29%      | 43,50%      | 5                | –                |
| New York             | 20.201.249           | 42,55%          | 60,86%      | 37,75%      | 29               | –                |
| North Carolina       | 10.439.388           | 52,92%          | 48,59%      | 49,93%      | -                | 15               |
| North Dakota         | 779.094              | 46,44%          | 31,76%      | 65,11%      | –                | 3                |
| Ohio                 | 11.799.448           | 50,19%          | 45,24%      | 53,27%      | –                | 18               |
| Oklahoma             | 3.959.353            | 39,42%          | 32,29%      | 65,37%      | –                | 7                |
| Oregon               | 4.237.256            | 56,03%          | 56,45%      | 40,37%      | 7                | –                |
| Pennsylvania (S)     | 13.002.700           | 53,18%          | 50,01%      | 48,84%      | 20               | –                |
| Rhode Island         | 1.097.379            | 47,18%          | 59,39%      | 38,61%      | 4                | –                |
| South Carolina       | 5.118.425            | 49,10%          | 43,43%      | 55,11%      | –                | 9                |
| South Dakota         | 886.667              | 47,66%          | 35,61%      | 61,77%      | –                | 3                |
| Tennessee            | 6.910.840            | 44,19%          | 37,45%      | 60,66%      | –                | 11               |
| Texas                | 29.145.505           | 38,82%          | 46,48%      | 52,06%      | –                | 38               |
| Utah                 | 3.271.616            | 45,49%          | 37,65%      | 58,13%      | –                | 6                |
| Vermont              | 643.077              | 57,14%          | 66,09%      | 30,67%      | 3                | –                |
| Virginia             | 8.631.393            | 51,68%          | 54,11%      | 44,00%      | 13               | –                |
| Washington           | 7.705.281            | 53,05%          | 57,97%      | 38,77%      | 12               | –                |
| West Virginia        | 1.793.716            | 44,31%          | 29,69%      | 68,62%      | –                | 5                |
| Wisconsin (S)        | 5.893.718            | 55,96%          | 49,45%      | 48,82%      | 10               | –                |
| Wyoming              | 576.851              | 47,98%          | 26,55%      | 69,94%      | –                | 3                |
| Totaal               | 331.449.298          | 47,79%          | 51,31%      | 46,86%      | 306              | 232              |

*Maine en Nebraska verkiezen slechts twee kiesmannen over de hele staat; de overige (respectievelijk twee en drie) kiesmannen worden per congresdistrict verkozen.
- (S) = Swingstate

## Betwistingen
Trump en een aantal van zijn aanhangers beweerden dat de verkiezingen frauduleus waren, maar hiervoor werd geen bewijs gevonden. Als gevolg hiervan vonden in de VS betogingen en tegenbetogingen plaats.
Op 8 december 2020 legde de procureur-generaal van Texas bij het Hooggerechtshof een klacht neer wegens mogelijke verkiezingsfraude, als gevolg van het terugschroeven, in sommige staten, van het institutioneel toezicht op per brief uitgebrachte stemmen. Negen andere staten sloten zich hierbij aan. De klacht werd op 11 december 2020 afgewezen wegens het ontbreken van belang.